# Some Product - Carri on Sex Pistols
Some Product - Carri on Sex Pistols è un album raccolta dei Sex Pistols pubblicato nel Regno Unito nel 1979 dalla Virgin Records.

## Il disco
La raccolta venne pubblicata dopo l'abbandono del gruppo da parte di Johnny Rotten, e contiene interviste al gruppo (compresa la nota intervista a Bill Grundy) e pubblicità radiofoniche del periodo, e non include brani musicali.

## Tracce
1. The Very Name Sex Pistols – 5:27
2. From Beyond the Grave – 8:27
3. Big Tits Across America – 11:19
4. The Complex World of Johnny Rotten – 8:19
5. Sex Pistols Will Play – 3:21
6. Is the Queen a Moron? – 3:55
7. The Fucking Rotter – 0:41